# Autoestrada A19 (Itália)
A Autoestrada A19 é uma autoestrada da Itália que conecta Palermo a Catânia. Em um percurso de 191 km, atravessa a região central da Sicília, passando também por Caltanissetta e Enna. Seu projeto foi construído e gerido pela ANAS, acrônimo de Azienda Nazionale Autonoma delle Strade, sendo finalizado completamente em 1975. Seu trecho entre Buonfornello e Catânia faz parte da rede de estradas europeias, integrando o traçado da E932.

## Percurso
| Palermo - Catania |                                                              |       |       |           |                  |
| Tipo              | Saída                                                        | ↓km↓  | ↑km↑  | Província | Estrada europeia |
|                   | Raccordo A19-Palermo Villabate Catanese                      | 0,0   | 191,6 | PA        |                  |
|                   | Bagheria                                                     | 6,2   | 185,0 | PA        |                  |
|                   | Casteldaccia                                                 | 9,1   | 182,6 | PA        |                  |
|                   | Altavilla Milicia                                            | 11,1  | 180,6 | PA        |                  |
|                   | Trabia Settentrionale Sicula                                 | 19,9  | 171,7 | PA        |                  |
|                   | Termini Imerese di Caccamo                                   | 25,7  | 165,9 | PA        |                  |
|                   | Area di servizio "Caracoli"                                  | 29,4  | 162,2 | PA        |                  |
|                   | Agglomerato industriale                                      | 36,9  | 154,7 | PA        |                  |
|                   | Messina                                                      | 37,9  | 153,7 | PA        |                  |
|                   | Buonfornello Settentrionale Sicula - Campofelice di Roccella | 39,2  | 152,4 | PA        |                  |
|                   | Area di servizio "Scillato"                                  | 55,0  | -     | PA        |                  |
|                   | Scillato                                                     | 56,8  | 134,8 | PA        |                  |
|                   | Tremonzelli dell'Etna e delle Madonie                        | 73,0  | 118,6 | PA        |                  |
|                   | Irosa Blufi                                                  | 79,3  | 112,3 | PA        |                  |
|                   | Resuttano                                                    | 83,4  | 108,2 | CL        |                  |
|                   | Area di parcheggio "Daino"                                   | 93,3  | -     | PA        |                  |
|                   | Ponte Cinque Archi Catanese - Villarosa                      | 97,8  | 93,8  | CL        |                  |
|                   | Caltanissetta Raccordo A19-Caltanissetta                     | 103,5 | 88,1  | EN        |                  |
|                   | Area di parcheggio "Ferrarelle"                              | 112,5 | 79,1  | EN        |                  |
|                   | Enna Centrale Sicula                                         | 119,6 | 72,0  | EN        |                  |
|                   | Area di servizio "Sacchitello"                               | 123,2 | 68,4  | EN        |                  |
|                   | Mulinello                                                    | 129,2 | 62,4  | EN        |                  |
|                   | Dittaino Area industriale Dittaino                           | 136,4 | 55,2  | EN        |                  |
|                   | Area di parcheggio "Santa Barbara"                           | 141,0 | -     | EN        |                  |
|                   | Agira                                                        | 142,7 | 48,9  | EN        |                  |
|                   | Catenanuova della Valle del Dittaino                         | 156,8 | 34,8  | EN        |                  |
|                   | Area di parcheggio "Muglia"                                  | 162,6 | -     | EN        |                  |
|                   | Gerbini - Sferro della Valle del Dittaino                    | 171,4 | 20,2  | CT        |                  |
|                   | Motta Sant'Anastasia della Valle del Dittaino                | 182,6 | 9,0   | CT        |                  |
|                   | Area di servizio "Gelso Bianco"                              | 188,5 | 2,8   | CT        |                  |
|                   | Tangenziale di Catania                                       | 190,3 | 1,3   | CT        |                  |
|                   | Catania Asse attrezzato di Catania                           | 191,6 | 0     | CT        |                  |